# Athanase II de Jérusalem
Athanase II fut un patriarche melkite de Jérusalem de la première moitié du XIIIe siècle, mort martyr le 24 août 1244.

## Éléments biographiques
On a très peu d'informations à son sujet. L'ode liturgique qui lui est consacrée par l'Église orthodoxe de Jérusalem dit qu'il est « venu d'Occident », c'est-à-dire qu'il n'était pas natif de Palestine, mais probablement Grec de l'Empire de Nicée. Son prédécesseur Euthyme III est mort au monastère Sainte-Catherine du Sinaï, peut-être le 13 décembre 1230. Athanase  était en tout cas en fonctions en 1235, quand il fut consulté par le patriarche Germain II de Constantinople, comme ses collègues Siméon II d'Antioche et Nicolas Ier d'Alexandrie, au sujet de l'érection du patriarcat bulgare de Tarnovo qui se fit cette année-là. Son pontificat correspond en grande partie à la seconde (et brève) période de domination des croisés occidentaux sur Jérusalem (1229-1244), après l'expédition de l'empereur Frédéric II en Palestine au printemps 1229 (la sixième croisade) et son accord avec le sultan al-Kâmil.
Il mourut martyr le 24 août 1244 au matin, lors du sac de Jérusalem par les cavaliers turcs appelés les Korasmiens. Ceux-ci s'emparèrent de la ville le 23 août, et le lendemain matin passèrent au fil de l'épée tous les chrétiens, notamment des prêtres, qui s'étaient réfugiés dans le Saint-Sépulcre. Le fait que le patriarche Athanase se trouvait parmi les victimes est attesté par l'écrivain byzantin Georges Métochite.

## Source
- Venance Grumel, « La chronologie des patriarches grecs de Jérusalem du XIIIe siècle », Revue des études byzantines, vol. 20, 1962, p. 197-201.